# Wärtsilä-Sulzer 14RT-flex96C
Le Wärtsilä RT-flex96C est un moteur Diesel deux-temps turbocompressé conçu par le constructeur finlandais Wärtsilä. Il est actuellement considéré comme le moteur Diesel le plus grand au monde. Conçu pour mouvoir les porte-conteneurs, il est alimenté par du fioul lourd. Il mesure 13,5 m de haut, 27,3 m de large. Il pèse plus de 2 300 t dans sa version la plus grande à 14 cylindres, délivrant une puissance de 80,08 MW (soit environ 109 000 ch)[réf. nécessaire].

## Éléments de conception
La version à 14 cylindres de ce moteur a été mise en service en septembre 2006 à bord de l’Emma Mærsk. Sa conception repose sur le moteur Sulzer RTA96C, plus ancien, auquel a été intégrée la technologie récente d’injection de carburant common rail, en lieu et place du traditionnel arbre à cames, de la chaîne de distribution, de la pompe à combustible et d’actuateurs hydrauliques. Cela a permis d’améliorer le rendement à bas régime, de réduire la consommation de carburant et les émissions polluantes. En 2008, la puissance de la version à 14 cylindres a été poussée à 84,42 MW (114 800 ch).
Le moteur possède des pistons à crosse (en), de sorte que la tige de piston reste toujours dans l'axe et autorise la présence d'un joint étanche sous le piston. L’une des raisons pour lesquelles les moteurs Diesel deux-temps de grande taille reposent sur ce système est que la lubrification de la zone de combustion est séparée de celle des vilebrequins, qui restent donc protégées de toute contamination par des produits de la combustion. La partie supérieure est lubrifiée par injection continue de lubrifiant consommable conçu pour supporter des températures élevées et un taux élevé de soufre. Un autre objectif de ce système est de réduire les contraintes transversales sur le piston, ce qui limite l'usure des chemises à 0,03 mm pour 1 000 h.
La descente du piston est utilisée pour comprimer l'air entrant à destination des cylindres voisins, ce qui sert aussi à amortir le piston quand il atteint son point mort bas et réduire la charge des coussinets.
Il existe 25 exemplaires de ce moteur en fonctionnement, et 86 en cours de construction[Quand ?].

## Données techniques (en 2008)
- Configuration moteur : Diesel 2-temps turbocompressé, 6 à 14-cylindres en ligne
- Alésage : 960 mm
- Course : 2 500 mm
- Cylindrée : 1 820 l/cylindre
- Régime : 92 à 102 tr/min
- Couple : 7 603 850 N m à 102 tr/min.
- Pression moyenne effective : 1,96 MPa à pleine charge, 1,37 MPa à rendement optimal (85 % de la charge)
- Vitesse du piston : 8,5 m/s
- Consommation : 171 g/kWh (126 g/(ch h), soit environ 3,8 l/s) à pleine charge ; 163 g/kWh (120 g/(ch h)) à rendement optimal
- Puissance : jusqu’à 5 720 kW par cylindre, soit de 34 320 à 80 080 kW (de 46 680 à 108 920 ch) au total
- Densité de puissance : 29,6 à 34,8 kW/t, poids : 2 300 t pour la version 14-cylindres
- Quantité de combustible injectée dans chaque cylindre par cycle : ~160 g à pleine charge

## Rendement
Le rendement associé à la consommation de combustibles du moteur RTA96 est 5 % plus faible que celui du meilleur moteur à pistons. À rendement optimal, la consommation de 163 g/kWh est égale à 3,6 MJ/kWh / 0,163 kg/kWh = 22,1 MJ/kg de travail à partir d’énergie chimique. Avec 42,7 MJ/kg de combustible, le rendement est donc de 22,1 MJ/kg / 42,7 MJ/kg = 51,7 %.